# Charles Delatte
Charles Henri Marie Delatte (ur. 10 stycznia 1922 w Longeville-en-Barrois, zm. 18 listopada 2003 w Dijon) – francuski polityk, samorządowiec i działacz rolniczy, poseł do Parlamentu Europejskiego I kadencji.

## Życiorys
Syn Emile’a i Marii, pochodził z rodziny rolniczej. Ukończył Ecole régionale d’agriculture w Tomblaine, od 1951 prowadził gospodarstwo rolne. Przez wiele lat kierował izbą rolniczą departamentu Côte-d’Or. Związany z lokalnymi kasai rolniczymi Crédit Agricole, kierował oddziałem w Dijon, a od 1974 do 1979 krajową federacją kas rolniczych. Kierował krajową federacją kas pomocowych CNMCCA, sekcją ekonomiczną krajowej rady doradczej ds. społeczno-ekonomicznych oraz analogiczną radą regionu administracyjnego Burgundia. Działał także w organizacjach wspierających szkolnictwo.
Wstąpił do Unii na rzecz Demokracji Francuskiej. W 1979 wybrano go posłem do Parlamentu Europejskiego, gdzie przystąpił do frakcji liberalno-demokratycznej. Był m.in. wiceprzewodniczącym Komisji ds. Rolnictwa. W latach 1986–1992 radny i wiceprzewodniczący rady regionu Burgundia.
Od 1945 był żonaty z Charlotte Goudot, miał siedmioro dzieci.

## Odznaczenia
Odznaczony m.in. Legią Honorową IV klasy, Orderem Narodowym Zasługi IV klasy, Orderem Zasługi Rolniczej I klasy oraz Orderem Mono IV klasy.